# Drosophila suturalis
Drosophila suturalis este o specie de muște din genul Drosophila, familia Drosophilidae, descrisă de Wheeler în anul 1957.
Este endemică în Costa Rica. Conform Catalogue of Life specia Drosophila suturalis nu are subspecii cunoscute.